# Пинатубо
Пинатубо (таг. Pinatubo) — действующий вулкан, расположенный на филиппинском острове Лусон в 93 км к северо-западу от столицы Манилы и 26 км к западу от города Анхелес. Он находится на границе провинций Самбалес, Батаан и Пампанга. Его высота сегодня составляет 1486 м, а до извержения в 1991 году она составляла 1745 м. Последний раз вулкан извергался в 1993 году. Во время завоевания Филиппин испанцами покрытый в те времена густым лесом Пинатубо служил убежищем для спасавшихся бегством туземцев из племени аэта.

## Активность

### Извержение 1991 года

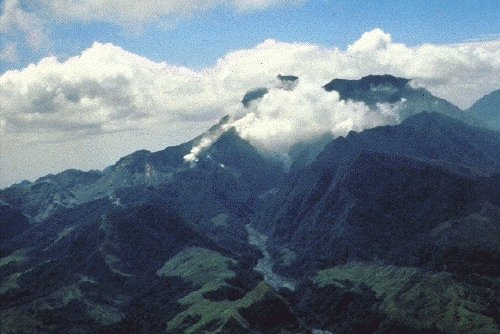
Вулкан Пинатубо до извержения 1991 года

Извержение Пинатубо в июне 1991 года произошло после длительного 611-летнего перерыва. От извержения и его последствий погибло как минимум 875 человек. Извержение уничтожило стратегическую базу ВВС США Кларк, расположенную в 18 км от Пинатубо, и военно-морскую базу США. Окрестности вулкана были опустошены пирокластическими потоками и лахарами. Извержение было признано одним из самых сильных в XX веке — 6 баллов по шкале вулканических извержений (VEI).
Развитие активности Пинатубо происходило весьма стремительно. Первые признаки активности обнаружились в апреле 1991 года. После подземных толчков над вершиной появился столб пара. Власти Филиппин приняли решение о незамедлительной эвакуации населения в радиусе 20 км от вулкана. 7 июня над вершиной вулкана начал образовываться купол вязкой магмы, выдавливаемой давлением газов внутри горы.
Первый взрыв произошёл 12 июня в 3:41. Над горой на высоту 19 км поднялось чёрное пепловое облако, со склонов горы сошли пирокластические потоки. Следующий взрыв, 14 часов спустя, был ещё более мощным. Газо-пепловая колонна поднялась на высоту 24 км. Третье взрывное извержение произошло 13 июня в 8:41; оно продолжалось пять минут. Высота эруптивной колонны — 24 км. Вслед за ним воцарилась тишина, длившаяся три часа. В полдень подземные толчки возобновились: 14 июня в 13:09 произошло четвёртое извержение (продолжительность — три минуты, высота эруптивной колонны — 21 км).
15 июня произошло пароксизмальное извержение, достигшее наибольшей силы в 14:30. Высота эруптивной колонны составляла 34 км. Пепел, выброшенный этим извержением, закрыл непроницаемой завесой участок небосвода площадью 125 тысяч км². Территория на этой площади на несколько часов погрузилась в полный мрак. Пепел выпадал во Вьетнаме, Камбодже и Малайзии.
После этого взрыва извержение, ослабевая, продолжалось до 17 июня.
За несколько дней извержения было выброшено около 10 км³ горных пород (по этому показателю оно уступает в XX веке только извержению Катмай—Новарупта в национальном парке Катмай на Аляске). Интенсивность выброса пирокластики превышала 300 тысяч м³/сек. Извержению Пинатубо, одному из трёх в XX веке (вместе с извержениями Санта-Мария в 1902 году и Катмай в 1912 году) был присвоен показатель силы извержения вулкана 6 по шкале вулканических извержений (VEI). По оценкам геологов, энергия этого извержения в 10 раз превосходила энергию извержения таких вулканов, как Сент-Хеленс (1980) и Шивелуч (1964).
Огромный кратер диаметром 2,5 км, образованный извержением 1991 года, является центральным. Извержение не сопровождалось сходом обломочных лавин с вершины и склонов горы, которыми отличались Сент-Хеленс и Шивелуч. Пирокластические потоки образовывались из плинианских колонн. Всё разрушение вулканической постройки осуществлено взрывами. В кратере образовалось озеро с дождевым питанием, уровень которого постепенно поднимался, пока в 2008 году бо́льшая часть воды из кратера не была спущена с целью предотвращения затопления окрестностей в случае резкого подъёма уровня в сезон дождей.

### Последствия извержения
Последствия извержения Пинатубо были ощутимы по всему миру. Оно привело к самому мощному выбросу аэрозолей в стратосферу со времён извержения вулкана Кракатау в 1883 году. На протяжении следующих месяцев в атмосфере наблюдался глобальный слой сернокислотного тумана. Было зарегистрировано падение температуры на 0,5 °C и чрезмерное сокращение озонового слоя, в частности, образование особо крупной озоновой дыры над Антарктидой.

## После 1991 года
После извержения 1991 года в районе Пинатубо происходят регулярные подземные толчки, не позволяющие проводить какое-либо строительство в радиусе десятков километров от вулкана. В июле 1992 и в феврале 1993 года произошли ещё два извержения в 1 балл по шкале извержений. На склонах вулкана и внутренней части кратера восстанавливается растительный покров.
Вулкан Пинатубо является объектом горного туризма.